# Subduraal hematoom
Een subduraal hematoom is een bloeding tussen het harde hersenvlies en het spinnenwebvlies.

## Ontstaanswijze
De hersenen worden omgeven door drie hersenvliezen (van buiten naar binnen): het harde hersenvlies (dura mater), het spinnenwebvlies (arachnoides) en het zachte hersenvlies (pia mater). Bij een subduraal hematoom gaat het om een bloeding die ontstaat tussen het harde hersenvlies en het spinnenwebvlies. In deze ruimte lopen kleine bloedvaatjes. Deze bloedvaatjes kunnen scheuren als gevolg van een schedeltrauma. Dit leidt tot het ontstaan van een hematoom dat druk zal uitoefenen op de onderliggende hersenen. Klachten door een subduraal hematoom kunnen acuut ontstaan na een schedeltrauma, er is dan sprake van een levensbedreigende situatie. De chronische vorm geeft pas na enige dagen tot weken na het trauma klachten, afhankelijk van hoe groot de bloeduitstorting is. 
Patiënten die vaak vallen, bijvoorbeeld door epilepsie, de ziekte van Parkinson of alcoholisme en patiënten die bloedverdunnende medicatie gebruiken hebben een verhoogd risico op het krijgen van deze aandoening.

## Klinische verschijnselen
Een acute bloeding is meestal het gevolg van ernstig schedelletsel. Uit gescheurde bloedvaten stromend bloed oefent toenemend druk uit op de hersenen. De patiënt zal buiten bewustzijn raken. Ook bij acuut chirurgisch ingrijpen is de prognose precair. 
De chronische vorm overkomt vaak oudere mensen. Oorzaak is meestal een flinke stoot tegen het hoofd. De verschijnselen bestaan uit toegenomen slaperigheid, bewustzijnsverandering en/of het geleidelijk of acuut ontstaan van uitvalsverschijnselen. Uitvalsverschijnselen zijn niet altijd aanwezig. De meest constante neurologische symptomatiek komt voor bij circa 80% van de patiënten en bestaat uit een wisselend gedaald bewustzijn, al dan niet samengaand met psychische veranderingen.

## Diagnostiek
Met een CT-scan van de hersenen kan men de bloeding zichtbaar maken. De bloeduitstorting is te zien als een onregelmatige vlek tussen hersenen en schedeldak. De grootte en de mate van druk op de hersenen kan hierdoor worden bepaald. 

## Therapie
Bij stabiele kleinere hematomen die geen ernstige klachten geven of bij contra-indicaties voor een operatieve ingreep kan een afwachtende, observerende houding met herhaling van de CT-scan na enige weken de beste keus zijn. De bloeding wordt vaak spontaan door het lichaam geresorbeerd. In alle overige gevallen is een chirurgische interventie noodzakelijk door middel van een of meer boorgaten in het schedelbot. Het hematoom kan dan worden schoongespoeld. Een kunststof slangetje blijft soms enkele dagen aangelegd om nog aanwezige vloeistof te laten afvloeien. De patiënt wordt gedurende die tijd platliggend op bed verpleegd.